# The Boy Bands Have Won
The Boy Bands Have Won, es el decimotercer álbum hecho por el grupo musical británico, Chumbawamba, lanzado al aire en 2008. El título del álbum contiene de 156 palabras, y tiene el récord mundial por el «álbum con el nombre más largo», superando al álbum de Soulwax, Most of the Remixes con un título de 552 letras.

## Título
El título del álbum contiene 156 palabras (865 letras), consiguiendo el récord mundial al «álbum con el nombre más largo», superando en septiembre de 2021 al álbum de Soulwax, Most of the Remixes con un título de 552 letras. El título completo del álbum es:

The Boy Bands Have Won, and All the Copyists and the Tribute Bands and the TV Talent Show Producers Have Won, If We Allow Our Culture to Be Shaped by Mimicry, Whether from Lack of Ideas or from Exaggerated Respect. You Should Never Try to Freeze Culture. What You Can Do Is Recycle That Culture. Take Your Older Brother's Hand-Me-Down Jacket and Re-Style It, Re-Fashion It to the Point Where It Becomes Your Own. But Don't Just Regurgitate Creative History, or Hold Art and Music and Literature as Fixed, Untouchable and Kept Under Glass. The People Who Try to 'Guard' Any Particular Form of Music Are, Like the Copyists and Manufactured Bands, Doing It the Worst Disservice, Because the Only Thing That You Can Do to Music That Will Damage It Is Not Change It, Not Make It Your Own. Because Then It Dies, Then It's Over, Then It's Done, and the Boy Bands Have Won.

## Lista de canciones
Todas las canciones fueron escritas, arregladas y producidas por Chumbawamba.
| N.º   | Título                                | Duración |  |
| 1.    | «When an Old Man Dies»                | 0:54     |  |
| 2.    | «Add Me»                              | 3:27     |  |
| 3.    | «Words Can Save Us»                   | 1:52     |  |
| 4.    | «Hull or Hell»                        | 3:31     |  |
| 5.    | «El Fusilado»                         | 2:32     |  |
| 6.    | «Unpindownable»                       | 1:22     |  |
| 7.    | «I Wish That They'd Sack Me»          | 4:10     |  |
| 8.    | «Word Bomber»                         | 2:13     |  |
| 9.    | «All Fur Coat & No Knickers»          | 2:12     |  |
| 10.   | «Fine Line»                           | 0:39     |  |
| 11.   | «Lord Bateman's Motorbike»            | 3:34     |  |
| 12.   | «A Fine Career»                       | 0:47     |  |
| 13.   | «To a Little Radio»                   | 1:08     |  |
| 14.   | «(Words Flew) Right Around the World» | 2:15     |  |
| 15.   | «Sing About Love»                     | 1:39     |  |
| 16.   | «Bury Me Deep»                        | 1:37     |  |
| 17.   | «You Watched Me Dance»                | 0:58     |  |
| 18.   | «Compliments of Your Waitress»        | 2:43     |  |
| 19.   | «R.I.P. RP»                           | 1:26     |  |
| 20.   | «Charlie»                             | 2:12     |  |
| 21.   | «The Ogre»                            | 0:53     |  |
| 22.   | «Refugee»                             | 2:42     |  |
| 23.   | «Same Old Same Old»                   | 0:59     |  |
| 24.   | «Waiting for The Bus»                 | 2:44     |  |
| 25.   | «What We Want»                        | 0:47     |  |
| 48:41 |                                       |          |  |

## Samples de álbumes anteriores
| Canción                      | Sample                                                        |
| ---------------------------- | ------------------------------------------------------------- |
| "When an Old Man Dies"       | "Rubens Has Been Shot!" de Slap!                              |
| "All Fur Coat & No Knickers" | "Social Dogma" de WYSIWYG                                     |
| "Fine Line"                  | "Rappoport's Testament: I Never Gave Up" de Slap!             |
| "Lord Bateman's Motorbike"   | "Happiness is Just a Chant Away" de Shhh                      |
| "You Watched Me Dance"       | "I'm Coming Out and "Dumbing Down (Piano Version)" de WYSIWYG |
| "Charlie"                    | "Chase PC's Flee Attack By Own Dog" de Slap!                  |
| "The Ogre"                   | "Digger's Song" de English Rebel Songs                        |
| "Refugee"                    | "Fade Away (I Don't Want to)" de A Singsong and a Scrap       |

## Personal
- Lou Watts - Vocales
- Boff Whalley – Vocales, ukulele
- Neil Ferguson – Vocales, guitarra
- Jude Abbott – Vocales, trompeta
- Phil 'Ron' Moody – Vocales, Acordeón

Músicos adicionales
- Oysterband, Roy Bailey, Robb Johnson, Ray Hearne, Barry Coope y Jim Boyes – Vocales
- Charlie Cake Marching Band – Trompetas
- David P. Crickmore – Banjo
- Jo Freya – Saxo
- Harry Hamer – Cajón, Tablas
- The Pudsey Players – Cuerdas